# معین‌الدین جوینی
معین‌الدین جوینی  شاعر و نویسنده قرن هشتم هجری است. وی در روستای اندیه از توابع جوین به دنیا آمد، اما سال تولد وی معلوم نیست آرامگاه  این شاعر و عارف بزرگ در ضلع شمالشرقی روستا و در قلب آرامستان روستا قرار دارد که مقبره‌ آن به صورت پنج ضلعی می‌باشد. 
این آرامگاه به همت و یاری مردم و سازمان میراث فرهنگی در سال 1399مرمت وبازسازی  شده است. مشهورترین کتاب وی نگارستان نام دارد که به تقلید از گلستان سعدی نوشته شده‌است. علاوه بر این، قصاید و غزلهای مستقلی نیز از وی بر جای مانده‌است. وی در سال ۷۸۱ یا ۷۸۳ هجری درگذشت.

معین‌الدین جوینی  از مشایخ و وعاظ جوین در قرن هشتم هجرى قمرى متولد روستای اندیه جوین و از جمله نویسندگان و شاعران معروف عصر خود است. وى در اشعارش معین و به ندرت معینى تخلّص مى‏کرد و از دولتشاه به بعد، از همه جا او را با لقب شعرى معینى یاد کرده‏ اند.
وى از مشاهیر ادبا و شعراى صوفیه می باشد که نخست علوم ظاهرى را از فخرالدین اسفراینى اخذ کرده و سپس داخل حوزة ارشاد شیخ سعدالدین حموی گردیده است.
معین الدین اطلاعات دینى خود را همراه عرفان آمیخته تا سخنش دلنشین گردد. تحصیلات اولیه‏ اش را در جوین گذراند و پس از طى مدارج کمال در علم به شاگردى فخرالدّین بهشتى مؤلف  شرخ فرایض  اختصاص یافت و در تصوّف مرید و پیرو خاندان شیخ سعدالدین حموی گردید.
معین در عهد سلطنت سلطان ابوسعید بهادرخان  736 ه-ق از خراسان به عراق و آذربایجان سفر کرده و محل عنایت خواجه غیاث‌الدین محمد  بن رشید الدین فضل الله وزیر قرار گرفت و در همدان اقامت گزید و سپس از آن‏جا به بغداد و مکّه و مدینه رفت و بعد از اداى فرایض به خراسان بازگشت.

اثر معروف او به نثر فارسى کتاب مشهور نگارستان  است که به تقلید از گلستان شیخ اجل سعدى در عهد سلطان ابوسعید بهادرخان و وزیرش غیاث‌الدین محمد نگارش یافته و به نام مراد معین الدین یعنى سعدالدّین یوسف حموى آراسته شد. در تصنیف این کتاب مشوق او پدرش بوده است. نگارستان به سال 735 ه- ق به اتمام رسید و معین الدین آن را به هفت باب تقسیم کرد:
مکارم الاخلاق
در صیانت و پرهیزگارى
در حسن معاشرت
در عشق و محبّت
در وعظ و نصیحت
در فضل و رحمت
در فوائد متفرقّه.
هر یک از ابواب، همراه با حکایات کوتاهى است به شیوة گلستان سعدی و نثر و نظم در هم آمیخته که تا میزانى توانسته است آثار قلم آن استاد را در طریق دشوار انشا نماید و توفیقى در پیروى از آن شناسایى راه حاصل نماید.
در کشف الظنون آمده است که ابتداى این کتاب با جملة حمد و سپاس خدایى را که و الی آخر   شروع شده و به نام  بهادرخان آن را تألیف کرده است.
مشایخ بحرآباد آن کتاب را پیشکش الغ‌بیگ گورگان کردند به وقتى که سلطان مشارالیه در محل یورش عراق به زیارت اکابر بحرآباد آمده بود و پادشاه دستور داد تا آن کتاب را به خوب‏ترین خط نوشتند و دائماً آن را مطالعه می‌نمود و پسندیده داشت و آن کتاب در ماوراءالنهر شهرتى عظیم یافته بود اما در خراسان کم به دست مى‏ آمد و الحق نسخه مستعدانه، از اشعار اوست:

نوایی بزد قمری خسته دل
فتاده جدا از هم آواز خویش

که از فرط ذوقش فراموش کرد
گل از برگ خود بلبل از ساز خویش